# 1,2-ジブロモエチレン
1,2-ジブロモエチレン(1,2-Dibromoethylene)またはアセチレンジブロミド(acetylene dibromide)は、2つの炭素原子の各々に1つずつの臭素原子が結合した、二ハロゲン化不飽和化合物である。cis体とtrans体の2つの異性体が存在する。どちらの異性体も無色液体である。

## 合成
1,2-ジブロモエチレンは、臭素(Br2)によるアセチレン(C2H2)のハロゲン化により合成できる。四ハロゲン化化合物の合成を防ぐために、臭素を限定反応物として過剰量のアセチレンを用いる。
あるいは、このようなハロゲン化は、N-ブロモスクシンイミドと臭化リチウムの2つの等価物を使用することでも達成できる。N-ブロモスクシンイミドは求電子剤としてBr+を提供し、その後、臭化リチウムがBr-を提供する。